# Landgericht Aschaffenburg

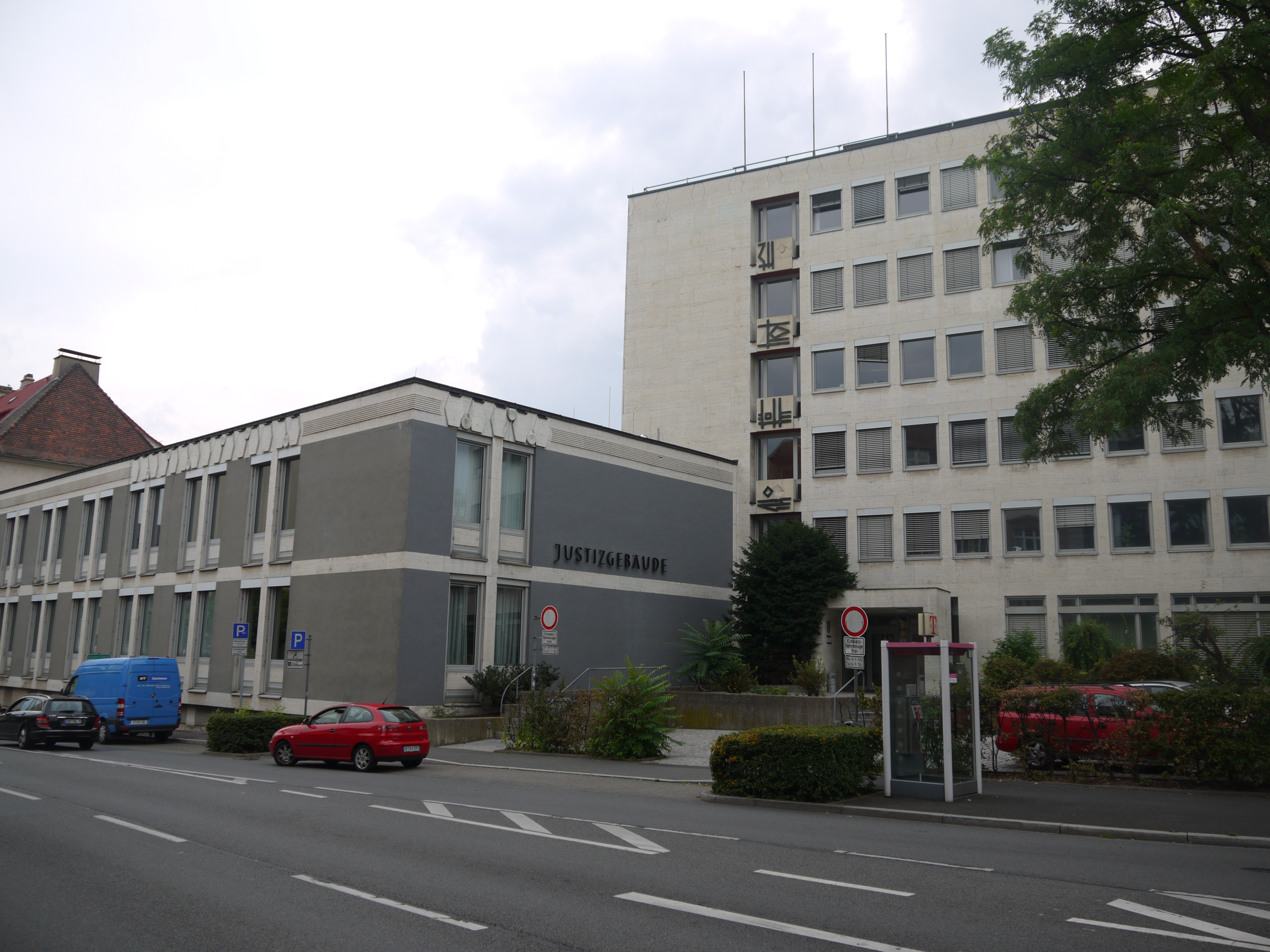
Das Landgericht Aschaffenburg im Justizzentrum (2012)

Das Landgericht Aschaffenburg ist ein Gericht der ordentlichen Gerichtsbarkeit. Es ist eines von 22 Landgerichten (LG) im Freistaat Bayern.

## Geschichte

### Das Landgericht älterer Ordnung
Im Fürstentum Aschaffenburg bestand seit 1808 das Stadtgericht Aschaffenburg. Nachdem Aschaffenburg 1814 an das Königreich Bayern gefallen war, wurde das Stadtgericht aufrechterhalten und zusätzlich das Landgericht Aschaffenburg (älterer Ordnung) gebildet.
Zum 1. Juli 1862 wurden im Königreich Bayern Verwaltung und Justiz getrennt. Für die Justiz blieb nun das Landgericht Aschaffenburg zuständig. Der Landgerichtsbezirk blieb unverändert. Dem Landgericht war das Bezirksgericht Aschaffenburg übergeordnet.
Anlässlich der Einführung des Gerichtsverfassungsgesetzes am 1. Oktober 1879 wurde in Aschaffenburg ein Amtsgericht gebildet, dessen Sprengel dem vorhergehenden Gerichtsbezirks des Land- und des Stadtgerichtes Aschaffenburg entsprach.

### Das Landgericht nach dem Gerichtsverfassungsgesetz von 1879
Das Landgericht Aschaffenburg wurde gleichzeitig als Landgericht neuerer Art nach dem Gerichtsverfassungsgesetz von 1879 geschaffen. Vorläufer war das 1857 gegründete Bezirksgericht Aschaffenburg.

### Landesarbeitsgericht Aschaffenburg
Gemäß Arbeitsgerichtsgesetz vom 23. Dezember 1926 wurden in Deutschland Arbeitsgerichte gebildet. Diese waren nur in der ersten Instanz organisatorisch selbstständige Gerichte, die Landesarbeitsgerichte waren den Landgerichten zugeordnet. Am Landgericht Aschaffenburg entstand so 1927 das Landesarbeitsgericht Aschaffenburg als eines von 23 Landesarbeitsgerichten in Bayern. Sein Sprengel umfasste die Arbeitsgerichte Alzenau, Aschaffenburg, Lohr, Miltenberg und Obernburg. Das Landesarbeitsgericht Aschaffenburg wurde bereits zum 1. Januar 1930 aufgehoben, da die Zahl der Landesarbeitsgerichte auf sieben reduziert wurde. Die Aufgaben übernahm das Landesarbeitsgericht Würzburg.

## Landgerichtsbezirk
Der Bezirk des LG Aschaffenburg erstreckt sich neben der kreisfreien Stadt Aschaffenburg auf folgende Landkreise:
- Aschaffenburg
- Miltenberg

## Gerichtsgebäude
Das Hauptgericht befindet sich in der Erthalstraße 3 in Aschaffenburg. Das Gebäude wurde 1957–1960 errichtet und steht unter Denkmalschutz.

## Über- und nachgeordnete Gerichte
Das Landgericht Aschaffenburg ist eines von sieben Landgerichten, denen das Oberlandesgericht Bamberg übergeordnet ist. Nachgeordnet sind die Amtsgerichte in Aschaffenburg und Obernburg am Main.

## Richter
- Martin Stock (2013 bis 2018)